# Vinos Coloman
Vinos Coloman es una cooperativa vitivinícola localizada en el municipio español de Pedro Muñoz en Castilla-La Mancha. Se fundó en 1965 por 16 socios y poco después se transformó en una sociedad de transformación agraria. Tiene una amplia gama de vinos de tinto, blanco, rosado, o vino envejecido, de crianza o del año en sus diferentes marcas: Besana Real, Pedroteño, Manchegal y Rose Flamingo.

## Historia
En la vendimia de 1963-1964 doce agricultores alquilaron una bodega. Allí elaboraron su cosecha y la vendieron. Con el dinero que obtuvieron dieron el primer pago a Bodegas Amorós S. L. para la compra de su bodega. Tras esto el día 23 de marzo de 1965 se funda el Grupo de Colonización Manchego. Se formó una junta rectora que tuvo de presidente a Julián Rodríguez Domínguez, de interventor a Félix García Chicote Izquierdo, de tesorero a Dalmacio Delgado Cantero y de secretario a Ángel Hidalgo Izquierdo. 73 socios fueron los que se constituyeron ese año y se construyó la bodega con capacidad para 70.000 arrobas (1.129.310 litros). En 1967 se amplió a 95.000 arrobas y en 1970 a a 108.000 arrobas. En 1980 se amplió para tener capacidad para 12 millones de kilos de uva, por entonces los socios eran propietarios de 2.200 ha de viña. Su nombre pasó a llamarse Sociedad Agraria de Transformación Coloman y más tarde a Vinos Colomán.

## Detalles
El viñedo tiene una extensión de 4100 ha destinadas a la producción de uva blanca Airen, Macabeo y Verdejo; y de uva tinta: Tempranillo, Garnacha, Cabernet-Sauvignon, Merlot, Syrah, Graciano. Para la maduración emplean tanto barricas de roble francés como americano y el 70% de la producción, que alcanza los 400 000 hl, se exporta al extranjero. El responsable técnico y enólogo del viñedo es Casimiro Sanz, el responsable del viñedo es Raúl Martínez. Producen vino de mesa, vinos IGP Tierra de Castilla y vinos DO La Mancha.

## Premios
- Al producto Pedroteño - Vino de la Tierra de Castilla - Tempranillo Joven 2009:[5]
  - Medalla de Oro. Concurso Mundial de Bruselas. Bélgica.
  - Medalla de Plata. V Concurso de los Mejores Vinos de la Tierra Españoles.
  - Medalla de Plata. Concurso La Ensenada Tierra de Vino. Méjico.
  - Medalla de Bronce. International Wine Guide.
  - Medalla de Bronce. Concurso de los Mejores Vinos para Asia. Hong Kong.

- Al producto Pedroteño - Vino de la Tierra de Castilla - Airén joven 2009:[5]
  - Mejor Vino Airén de la Mancha. Primer Premio Concurso de Vinos Blancos Airén de La Mancha.